# ドラえもん
『ドラえもん』は、藤子・F・不二雄による日本のSF生活ギャグ漫画である。1969年から主に児童向け雑誌で「藤子不二雄」名義で連載が開始された。開始当初から藤本弘単独作。1989年以降は「藤子・F・不二雄」名義となった。日本では国民的な知名度があり、海外でも東アジアや東南アジアを中心に高い人気を誇る。2012年9月には藤子・F・不二雄大全集『ドラえもん』全20巻が完結し、藤本によって描かれた1300以上のドラえもん漫画作品のほぼ全話が単行本に収録された。

## 作品の概要
22世紀の未来からやってきたネコ型ロボット・ドラえもんと、勉強もスポーツも苦手な小学生・野比のび太が繰り広げる日常生活を描いた作品である。基本的には一話完結型の連載漫画だが、連続ストーリー型となって日常を離れた冒険をする「大長編」シリーズもある。一話完結の基本的なプロットは、ドラえもんがポケットから出す多種多様なひみつ道具で、のび太の身にふりかかった災難を一時的に解決するが、道具を不適切に使い続けた結果、しっぺ返しを受けるといったものが多い。
基本的にギャグマンガであるが、環境や社会問題に対する風刺、生き物や家族に対するテーマとする感動回なども作られている。

### あらすじ
のび太がお正月をのんびりと過ごしていると、突然、どこからともなく彼の未来を告げる声が聞こえ、机の引出しの中からドラえもんと、のび太の孫の孫のセワシが現れた。セワシ曰く、のび太は社会に出た後も沢山の不運に見舞われ、自分でつくった会社の倒産が原因で残った莫大な借金によって子孫を困らせているという。そんな悲惨な未来を変えるために、ドラえもんを子守用ロボットとしてのび太のもとへ連れてきたのだった。のび太の同級生である源静香（しずか）、剛田武（ジャイアン）、骨川スネ夫（スネ夫）も交え、ドラえもんたちの日常は続いていく。

## 略歴

### 誕生前の経緯
1969年の初夏、『ウメ星デンカ』の次の連載をどうするかという会議が料亭にて開かれたが、その場では方向性が定まらなかった。『ウメ星デンカ』のテレビアニメ放送は同年9月に終了。藤本はそのアニメ制作を行っていたスタジオゼロの社長を9月まで1年5か月間務めており、自身の作品の人気により社員80人の行く末が左右されることもあって、『ウメ星デンカ』のテレビアニメ放送が終わった時期は苦しんでイライラしている様子だったという。
同年秋（9月または10月）に2回目の会議が開かれた。ゴンスケをサラリーマン化した新連載をという『週刊少年サンデー』編集部からの提案を藤本は拒否し、『オバケのQ太郎』（安孫子との合作）以来、『パーマン』（旧作は合作）、『21エモン』、『ウメ星デンカ』と途切れることなく続いていた『週刊少年サンデー』連載陣を降り、講談社の『週刊ぼくらマガジン』で『モジャ公』の新連載を開始することを決断する。小学館の新連載は学習雑誌のみに掲載されることになった。
10月、藤本は講談社用に『モジャ公』の連載第1回を執筆。小学館用には『ウメ星デンカ』とともに、新連載の予告カットを執筆した。
11月1日に発売された『小学四年生』1969年12月号にその予告は掲載された。そこには、ドラえもんの姿もタイトルも掲載されておらず、「つくえのなかから飛び出した。何が？　その名は？　正体は？」「どんなお話かは、正月号のお楽しみ！」と書かれていた。藤子不二雄としては約5年前の1964年12月にも『怪物くん』（安孫子単独作）で主人公の顔を描かない予告ページを掲載しているが、怪物くんの場合は後ろ姿は描かれており、タイトルも記載されていた。
11月4日、『モジャ公』の連載第1回が掲載された『週刊ぼくらマガジン』創刊号が発売された。『モジャ公』の週刊連載に追われる中、10月半ばから藤本は並行して小学館の新連載の構想を練るが、作品の詳細はなかなか決まらなかった。『ウメ星デンカ』に登場したふしぎな道具を生かした内容にすることはこの時点で決まっていた。

### 藤本の着想
藤本が1978年に執筆した漫画『ドラえもん誕生』は、下記の経緯でドラえもんが誕生したという内容になっている。
1969年11月、藤本は新連載の締め切りが間近に迫っても作品の構想がまるで浮かばないまま帰宅。そんな切迫した状況にもかかわらず、「アイデアが勝手に出てくる機械があれば」などと夢想したり、「昔、今みたいに切羽詰まっていた時もドラネコのノミをとるのに夢中だったな」などと回想に耽ったりし、時間を無駄にするだけだった。そのまま眠りに落ち、目が覚めるとついに締め切り日の朝が訪れ、困り果てた末に「なんにも、ぜーんぜんまとまってない!! わしゃ、破滅じゃー」と叫びながら階段を駆け下りたところ、たまたま置いてあった娘の玩具であるポロンちゃん（おきあがりこぼし）につまずいたことで「ドラネコと起き上がりこぼし」からドラえもんのキャラクターが、さらに「便利な道具を持ったそのキャラが、ダメな男の子（自分）を助けに未来からやってくる」というアイデアが生まれた。
これに対し、元アシスタントスタッフのえびはら武司の『まいっちんぐマンガ道』によれば、「ある猫を飼う男が、自分の悪い未来を変えるために冒険する」というロバート・A・ハインラインの小説『夏への扉』がドラえもんの元になったという。えびはらによると、藤本は「そんなこと書いても読者は喜ばない」として、上記『ドラえもん誕生』で描かれたようなエピソードを自ら創作したのだとしている。
安孫子は下記のように証言している。
- 藤本はドラえもんのキャラクターを作る際に、ネコのデッサンを漫画化したものを多数描いていた[14]。
- （机の引き出しだけの予告を見て）「お前、何か考えているのか」と藤本に聞いたら「ここまでしか考えてないんだよ」と言うので「どうするんだ」と聞いたら「1か月あるから、それまでにひねり出すよ」と答えた[15]。
- 藤本はアイデアが出るまでトコトン考えるタイプ。机に向かって腕組みして、じっと辛抱して考える。見ているほうがしんどかった[15]。

漫画評論家の米澤嘉博は、ドラえもんの発想の原型のひとつとして、何でも取り出す魔法のカバンを持ったネコのキャラクターが主人公であるアメリカの漫画『フィリックス・ザ・キャット』を上げている。
アニメプロデューサーの鷺巣政安は、集英社のパーティーで「ドラえもんのイメージの原点は美空ひばりの『東京キッド』にあるんですよ」と藤本から聞いた。

### 連載開始

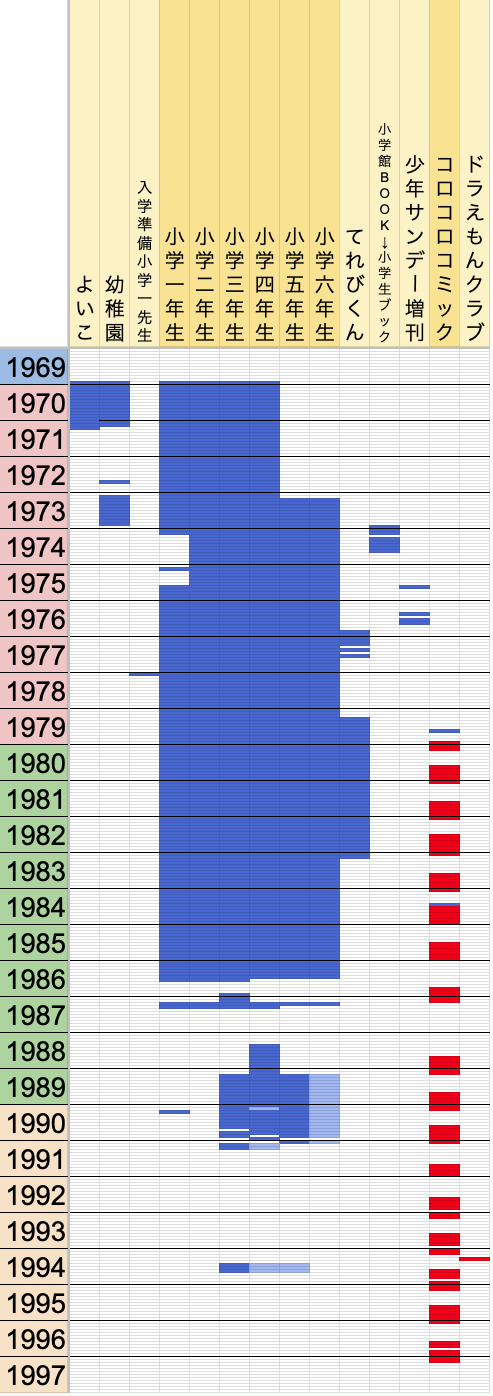
藤本弘による漫画『ドラえもん』の新作が掲載された雑誌が発売された月。青は短編（薄青は同月の低い学年と同内容）。赤は大長編。詳細は「連載誌」の項を参照。

1969年より、小学館の学習雑誌（『よいこ』『幼稚園』『小学一年生』『小学二年生』『小学三年生』『小学四年生』）にて連載開始した。いずれも1970年1月号で、当時の作者名義は「藤子不二雄」（藤子不二雄の2人のうちの1人、藤本弘による単独執筆作）。1話ごとに完結する短編として執筆。タイトルロゴは『オバケのQ太郎』のロゴも手掛けた赤松育延によるもので、ドラえもんの手足をイメージしている。

### 1度目のアニメ化
計6誌に連載されていたにもかかわらず、連載当初はあまり注目されていなかったという。1973年に最初のテレビアニメ化が日本テレビ放送網で行われたが、制作会社日本テレビ動画の解散により半年で終了。『ドラえもん』の人気も一段落したとみなされ、漫画連載の終了も模索されるようになる。

### 単行本の発売と2度目のアニメ化による人気爆発
単行本は1974年8月から刊行開始された。第1巻はレーベル『てんとう虫コミックス』の第1号作品である。
単行本は当初、全6巻だけでの予定で刊行開始されたが小学館にとっても予想外のヒットとなる。この反響を受け、1977年には各学年誌に掲載されたドラえもんがまとめて読める雑誌『コロコロコミック』を創刊。人気・知名度もさらに上昇し、単行本は1978年の時点で1500万部を売り上げた。そして1979年に再びテレビアニメ化、その翌年には映画もヒットを記録し、社会現象となった。1979年発行の単行本第18巻は、初版印刷部数が100万部を記録した。2019年11月時点で関連本を含めた国内累計発行部数は約2億5000万部を、2020年時点で全世界累計発行部数は3億部をそれぞれ記録している。1974年8月発行の単行本第1巻は5.4ヶ月のペースで毎年重版が行われており、2019年11月時点で246刷に及ぶなど、小学館を代表する作品となっている。
本作が爆発的にヒットしたことで、本作の出版物のみならずアニメーションなどのメディア、おもちゃなどのグッズは巨大産業と化した。1980年代の前半から藤本の執筆活動は本作の短編と大長編作品が中心となり、それまで定期的に発表していたSF短編の仕事を引き受けることができなかったり、『エスパー魔美』の新作執筆が不可能になったりする等の弊害も生じた。
1979年から続くアニメ放送は人気を維持し続け長寿番組となっている。放送しているテレビ朝日は、同社（およびANN系列局）の実質的なマスコットキャラクターとして扱っており、さまざまな番組・広報誌などでドラえもんの意匠を使用している。災害発生時には「ドラえもん募金」の名前で募金活動が行われている。
高い知名度から、教育分野にも広く浸透している。小学校の教科書に『ドラえもん』のキャラクターが使用されているほか、大学入試の問題にも登場した。
2002年には、『タイム』アジア版の「アジアのヒーロー」25人の一人としてドラえもんが選出された。『日経エンタテインメント!』2007年10月号「最後に読みたい本・マンガは何ですか?」というアンケートでは第1位にランク入りした。

## 短編漫画

### 藤本とアシスタントの作画分担
てんとう虫コミックス『ドラえもん』の第1巻、第20巻、第40巻を比較すると、それぞれで絵柄が大きく異なる。これは長期連載ゆえに作者の藤本弘自身の絵柄が年代とともに変化したことが大きな要因だが、その次に「藤本の片腕として作画に関わったチーフアシスタントが年代によって交代している」という要因があげられる。
『ドラえもん』が描かれた時期の藤本作品の作画は、下記のような分業が基本となっていた。
- 藤本が「コマ割り」「鉛筆での下描き」「人物の顔のペン入れ[注釈 12]」を行う。
- チーフアシスタントが「人物の首から下のペン入れ」を行う。
- その他のアシスタントが「背景の作画」と「仕上げ」を行う。

藤本弘による短編漫画『ドラえもん』が執筆された年代の、藤本のチーフアシスタントは下表の通り。
| #  | 短編担当 年月   | 名前           | 入社年月 | チーフ 就任年月        | チーフ就任期間中の 主な『ドラえもん』短編 |
| -- | --------------- | -------------- | -------- | ---------------------- | --- |
| 1  | 1969.10–        | 永田竹丸       | 1967.12  | 1967.12                | 「未来の国からはるばると」「恐竜ハンター」 「ドラえもんだらけ」 「おばあちゃんのおもいで」 「のび太のおよめさん」「ぼくの生まれた日」 「地球製造法」など |
| 2  | 1973.3–         | 方倉陽二       | 1970.4   | 1973.3                 | 「さようなら、ドラえもん」「帰ってきたドラえもん」 「台風のフー子」「のび太の恐竜（短編）」 「ラジコン大海戦」など                                       |
| 3  | 1976.10–        | さとうかずひろ | 1975.3   | 1976.10                | 「どくさいスイッチ」「バイバイン」 「天井うらの宇宙戦争」 「大氷山の小さな家」「雪山のロマンス」など                                                     |
| 4  | 1979.8–         | 田中道明       | 1975.12  | 1979.8                 | 「のび太の地底国」「ガンファイターのび太」 「竜宮城の八日間」「南海の大冒険」 「のら犬「イチ」の国」 「異説クラブメンバーズバッジ」など                  |
| 5  | 1980.10–        | たかや健二     | 1977.2   | 1980.10                | 「のび太の結婚前夜」「無人島の大怪物」 「石器時代のホテル」「めいわくガリバー」 「超リアル・ジオラマ作戦」「さらばキー坊」など                           |
| 6  | 1986.10– 1987.3 | いそほゆうすけ | 1979春   | 1986.10 （1988.1まで） | 「ぼくミニドラえもん」など |
| 7  | 1988.3–4頃      | たかや健二     |          | [ 注釈 16 ]            | 「入りこみミラーⅡ」のみ |
| 8  | 1988.3頃–       | 田中道明       |          | 1988.3頃               | 「タイム・ルーム 昔のカキの物語」 「ゆうどう足あとスタンプ」のみ                                                                                         |
| 9  | 1988.6– 1991.2  | 西田真基       | 1981.7   | 1988.6                 | 「ドラえもんが重病に?」「深夜の町は海の底」 「七万年前の日本へ行こう」 「こわ〜い! 「百鬼線香」と「説明絵巻」」など                                      |
| 10 | 1994春– 初夏    | 萩原伸一       | 1988.3   | 1994.3                 | 「ガラパ星からきた男」のみ |

- 『大長編ドラえもん』でのチーフアシスタントの一覧は「大長編ドラえもん#藤本とアシスタントの作画分担」を参照。

### 最終回
1971年から1974年にかけて、ドラえもんが未来に帰る話が3つ描かれているが、うち2つは進級する読者向けのもので、残りの1つはドラえもんが帰ってくるため、作品の連載は変わらず継続された。
藤本による最後の漫画作品
1986年の藤本の入院（没後に胃がんの手術だったと公表）により、新作短編の発表は一時中断となり、年末から再開されたものの藤本が体調を崩したため再度中断。連載は掲載誌を絞って1988年に再開されたが、1991年に休止。「こわ～い！ 「百鬼線香」と「説明絵巻」」が結果的に藤本の手による最後の短編となった。小学館の学習雑誌に新規掲載された最後のドラえもん漫画作品は、1994年に3回にわたり集中連載された中編「ガラパ星から来た男」（第45巻収録）。藤本の手による最後のドラえもん漫画作品は『大長編ドラえもん』作品（後述）の『ドラえもん のび太のねじ巻き都市冒険記』である。

## 大長編ドラえもん
1979年からはアニメーション映画の原作として『ドラえもん』の長編漫画が、映画公開に先行して『月刊コロコロコミック』に連載された。それまで発表されていたのは1話完結型の短編作品だったが、『大長編ドラえもん』は1つのエピソードを数回に分けて連載するストーリー漫画型である。映画にふさわしく日常生活ではないスケールの大きな舞台で、ドラえもん達が互いに協力して困難を乗り越え、成長する冒険物語等が描かれた。
単行本は『大長編ドラえもん』として、短編作品とは独立したシリーズで刊行された（第24作まで）。1996年に藤本（藤子・F・不二雄）が逝去した後も、ドラえもんの大長編漫画作品は萩原伸一（のちのむぎわらしんたろう）および岡田康則ら藤子・F・不二雄プロの作画スタッフによって2003年まで継続して執筆された。
2004年の第24作から、藤子プロから独立した岡田康則による執筆となり、2005年のアニメの声優交代を含む大幅リニューアルによる休止を挟み、2006年からも2010年まで毎年連載が行われた。
それ以降は描かれない年もあるものの、2019年まで新作の大長編漫画が断続的に描かれている。

## アニメ

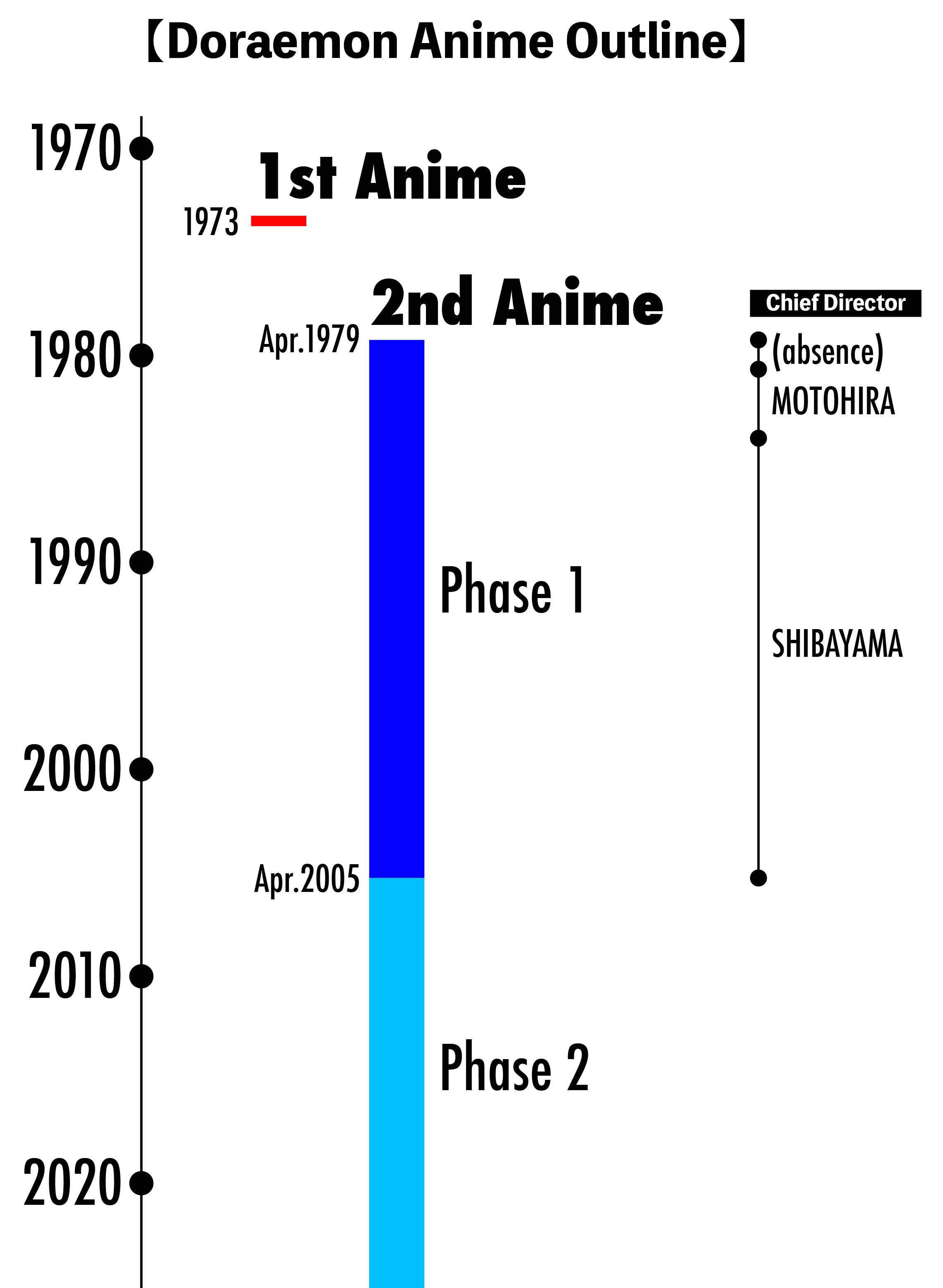
アニメ『ドラえもん』の概略図[要翻訳

### テレビアニメ
詳細は下記のページを参照。
- 日本テレビ版（テレビアニメ第1作）
  - ドラえもん (1973年のテレビアニメ) - 日本テレビ系で1973年に放送されたテレビアニメ作品。
- テレビ朝日版（テレビアニメ第2作）
  - ドラえもん (1979年のテレビアニメ) - 1979年4月から2005年3月放送までの放送回。テレビアニメ第2作1期。
  - ドラえもん (2005年のテレビアニメ) - 2005年4月以降の放送回。テレビアニメ第2作2期。

1973年に日本テレビ動画の製作で最初のテレビアニメが作られ、約半年間日本テレビ系列で放送された。本作は対象年齢が低かったため、視聴率は現在と比較して決して高くはなかったものの、3クール目の放映続行が決まりかけたとき、制作会社が解散し、打ち切り終了となった。
アニメの終了に伴い漫画連載の終了も模索されたが、1974年夏から漫画の単行本が発売開始されて大ヒット。これが2度目のテレビアニメ化につながることとなる。
1979年にテレビ朝日系で再びテレビアニメ化された。1973年のアニメ化時と比べると、漫画の人気がより高まってからのアニメ化となった。2005年には、声優やシンエイ動画の制作スタッフなどを一新する大幅リニューアルが行われ、現在も放送を続けている。
1979年の2度目のテレビアニメ化から現在に至るまで高い人気を保ち続け、長寿番組となっている。なおウィキペディアでは、1973年に放映されたシリーズを「第1作」、1979年から2005年3月まで放映されたシリーズを「第2作第1期」、2005年4月から放映されているシリーズを「第2作第2期」としている。

### アニメ映画
- 大長編ドラえもん映画シリーズ（『のび太の恐竜』など）
- STAND BY ME ドラえもんシリーズ
- その他の映画
  - 併映作品（『のび太の結婚前夜』など）
  - その他（福祉映画『ケンちゃんの冒険』など）

## 登場人物
作者によれば、のび太のモデルは、少年時代の作者自身である。作者の少年時代は、運動能力が低く、いつも漫画を描いていたらしい。
他の登場人物も高岡市で過ごした少年時代の人間関係をモデルにしているという。藤本の少年時代の友人の間では「ジャイアンのモデル」と目されている者もいるとのこと。藤子不二雄の自伝的漫画である『まんが道』（安孫子単独作）の少年時代編においても、番長格の少年が登場する。さらに、しずかについては作者の理想の女性を描いたものだとする説がある。不思議な力を持つ主人公と、その友人の少年に加えて、「紅一点のマドンナ」「体が大きく腕っ節の強い乱暴者のガキ大将」「家が裕福で見栄っぱりのずるがしこい少年」の三者が必ず登場するのは、『キテレツ大百科』『オバケのQ太郎』などの藤子マンガに共通する、いわば“王道”のパターンである。

## 舞台設定
作品の舞台となる、ドラえもんやのび太たちが住む町は、「東京都練馬区月見台すすきヶ原」という町である。「多奈川」という大きな川が流れている。都内ではあるが、まだ裏山や空き地が開発されずに残されており、主人公たちの遊び場になっている。
大長編では、地球上で絶滅した恐竜が地底では生き残っていて、恐竜人に進化したものが文明を築いていたことが判明する。また地球には他にも人類以外の知的種族や独自の発達を遂げた人類が一般の人類に知られず 存在し、宇宙には多種の地球外生命体も存在することが明かされた。また、この世界には複数の反地球が存在しており、一個はかつて学会で提唱されていたとおりの太陽の裏側のラグランジュポイントに存在し、22世紀では存在を知られている。もう一つは別の恒星系に、地形や人間の性別、性格などがすべてあべこべな反地球が存在している。
のび太の家
ドラえもんとのび太が住む家。のび太の部屋は、窓の下が玄関上の屋根に面しており、のび太は屋根の上で昼寝や日光浴などをすることもある。稀にドラえもんもネコのように丸くなって昼寝をすることがある。野比家の持ち家ではなく借家。
空き地
ドラえもんやのび太たちが住む町内にある空き地。土管が3本、ピラミッド状に積み上げられており、ジャイアンが座る定位置になっている。子供たちが集まって遊んだり、おしゃべりしたり、スポーツをしたりと、子供たちの憩いの場となっている。のび太の幼少時、またのび太の父の小学生時代には木材が多く置かれていた。そのため、単なる空き地ではなく、材木などの資材置き場として描写されることもある。また、空き地の所有者も確認できる。ジャイアンのリサイタルは、ここで開かれることが多い。この空き地は、日頃から自由に使えるようになっていて、漫画やテレビアニメの中でも度々登場する。さらに、空き地で不発弾が確認されたり、工事のための物置場として使われることもあった。アニメ版の製作時期によっては道側から見て左側は塀ではなくコンクリートの壁のある段差になっており、細い路地に続く階段がありジャイアンはそこから空き地にやってくる。
学校の裏山
小学校の裏にある小山で、のび太の憩いのスポット。山の頂上には「千年杉」と呼ばれる木がそびえ立つ。モデルは少年時代の作者が息抜きに通っていた高岡古城公園ともされ、開発が及んでいない緑豊かな土地である。近辺の崖からは、新種の三葉虫 や大型肉食恐竜の化石 が発掘されている。団地の建設で一部掘り崩されたり、宅地開発の対象になったり、ゴルフ場建設が計画されたり など、造成の対象にもされており、25年後には頂上にヒルトップマンションという名前のマンションが建設され、千年杉は姿を消している。
未来の世界
ドラえもんが生まれた時代。22世紀（連載初期は21世紀となっていた）。天気は気象庁で制御しており、農作物や経済の動向などをふまえた上で厳正に決めている。台風は上陸する前に消滅させている。タイムマシンが普及しており、時間旅行をする際のルールとして「航時法」という法律が制定されている。24世紀には、航時法の違反を取り締まる組織「タイムパトロール」の本部がある。

## 時代設定
漫画連載、アニメ放送ともに長期にわたっているため、時期に合わせて、作品内に登場するものにも変化が見られる。
家電
のび太の家の電話は、連載開始当初は黒電話だったが、後に押しボタン式電話機に変わった。テレビは白黒からカラーに変わった。
藤本没後のアニメでは、さらに薄型テレビへと変わり、2010年9月17日に放映されたテレビアニメではスネ夫の家に3Dテレビが登場した。
ゲーム
家庭用テレビゲーム機が発売されてからほどなく、漫画にもテレビゲーム機が登場する。ゲーム&ウォッチ等の小型の携帯型ゲーム機が流行した時代は、電子ゲームの名前で台詞に登場し、のび太たちが遊ぶ姿や、関連したひみつ道具が描かれている。ファミリーコンピュータ発売後は、漫画にも「ファミコン」の台詞が登場し、のび太が実際に遊ぶ場面も登場する。
のび太の服装
漫画では、基本的に黒色の半ズボンを履いている。シャツは無地のものを着用している場合が多いが、日によって様々なデザインのシャツを着用している。
テレビアニメ第2作第1期では、のび太は基本的に紺色の半ズボンと白色のハイソックス、黄色のシャツを着用している。
テレビアニメ第2作第2期でも、第1期の服装が踏襲されている。ただし、一時期は現代的な服装設定が用いられていた。
その他の人物の服装
- のび助（のび太のパパ）は、連載開始時は家では和装で過ごしていたが、後に洋装で過ごすようになった。
- 男子高校生は学生帽に詰襟の学生服姿で登場することが多い。

藤本の漫画での時代を感じる描写
- てんとう虫コミックス『ドラえもん』33巻収録「ドラえもんに休日を!!」（1984年8月発表）では、のび太がパパの会社が週休2日制になったことを羨むシーンがある。
- 4巻「してない貯金を使う法」（1973年5月発表）では1960年代に丸井が日本で初めて導入した割賦販売が、「月ぷ」（月賦）という表現で登場し、父と叔父のやり取りを見ていたのび太が「これこそ現代人の生き方」と評している。

藤本の漫画での年代の描写
- 3巻「白ゆりのような女の子」では、のび太の父親であるのび助についての戦時中における学童疎開の話がある（当時10歳前後であるとすると焼け跡世代。テレビアニメ第2作第1期「タイムマシンでお正月」では、1940年生まれという設定となっている）。
- 7巻「ママのダイヤを盗み出せ」では、母親である玉子の少女時代は1948年とされている（テレビアニメ第2作第2期「ママのダイヤを盗み出せ」では、玉子の7歳の時代が松田聖子がデビューして間もない1980年代初めという設定になっている）。
- 16巻「りっぱなパパになるぞ!」では、のび太としずかが結婚してマンションに住み、息子のノビスケがのび太くらいの年齢となった近未来が2002年とされている。
- 24巻「二十世紀のおとのさま」は、過去の時代のとのさまが現代の20世紀にやってくるという内容である。
- 25巻「竜宮城の八日間」では、タイムマシンが見当たらず現代へ帰れないと思い込んだのび太が、話を聞いてきた警察官に「1980年にもどる道をおまわりさんに聞いてもむだだろうね」と言っている。
- 33巻「ハリーのしっぽ」はハレー彗星接近の前年なので「現在は1985年」ということになる。

別の藤子漫画との年代の関係
『ドラえもん』の短編漫画作品の中には、別の藤子漫画との年代の関係性を示唆したものがある。
- 24巻「めだちライトで人気者」（1980年3月発表）で描かれている年代は、漫画『パーマン』の最終回「スーパー星への道」（1967年発表）の十数年後と捉えられる描写になっている。
- 32巻「オンボロ旅館をたて直せ」（1980年4月発表）で描かれている年代は、漫画『21エモン』で描かれている年代の数十年前と捉えられる描写になっており、同話は『エスパー魔美』「サブローは鉄砲玉」（1980年3月発表）においても同年代だと捉えられる描写がある。
- 上記以外にも別の藤子漫画のキャラクターがゲスト出演することがあるが、基本的に各作品の年代は作品発表時と同年代が想定されているため、ゲスト出演は各作品の年代設定が同じことを示すものではない。32巻「なんでも空港」（1981年8月発表）には『オバケのQ太郎』のQ太郎、『ウメ星デンカ』のデンカ、『怪物くん』の怪物太郎などが、27巻「しあわせトランプの恐怖」（1981年2月発表）には『オバケのQ太郎』のキザ夫とゴジラが登場するが、1981年当時に漫画連載が行われているのは『怪物くん』のみである。

藤本没後（1996年9月より後）のアニメでの描写
藤本没後のテレビアニメでは以下の描写が登場する。
- スネ夫が携帯電話、DVDプレーヤーを持っている。部屋にパソコンが置いてある。
- 剛田雑貨店自前がウェブサイトを開設している。
- リモコンが普及していない時代の漫画作品のアニメ化であっても、テレビを操作する際にリモコンが使用される。
- 「物体変換銃でカバンをカバに!?」（2014年5月16日放送）ではパソコンが描かれている。

アニメでのその他の年代の描写
- 映画『がんばれ!ジャイアン!!』のエンディングでのカレンダー表記は2015年である。
- アニメ「ドラえもんの長い一日」においては、のび太が生活する現代は21世紀だと言及されている。

## 作品の多様性
作風の多様性
本作の連載開始当初は、『オバケのQ太郎』のように、ドラえもんが騒動を巻き起こすギャグ漫画としての特色が強く、ストーリー性の強い作品は見られなかったが、数年の連載を経て、のび太と様々な生物との絆を描く感動的な話や、のび太が西部劇の時代や宇宙で冒険を繰り広げるアクションドラマ等、多種多様な物語が描かれるようになった。
読者年齢の多様性
読者層（掲載各誌）が小学校在学の児童全学年と広範囲に展開されているため、読者の年齢差を意識して、作品内容を描き分けて連載されていた。低学年対象は平易なセリフでひみつ道具の楽しさが描かれ、中学年対象はのび太の成長などのストーリー性が強くなり、高学年対象は社会問題を扱うなど複雑な内容も増えている。
絵柄も描き分けられており、低学年向けの話ではキャラクターの頭身が小さく容姿が幼いが、高学年向けになるほど頭身が大きくなり容姿がやや大人びている。藤本は「読者が低年齢であればあるほど、パートナーのキャラを大きく描かなければいけない」と述べている。
ドラえもんとのび太の関係の変化
小学館ドラえもんルームは、ドラえもんとのび太の関係が、連載が進む中で変化していると著書に記している。ドラえもんは役目を終えて未来に帰ったことがあり、その一件により「世話係と世話をされる者」といった関係は終わり、以降は「一緒にいたいからいる」という関係に変化しているという。
藤子本人は1980年時点で、「長年描いていくうちに、心の中でドンドン成長していくんです。初めはのび太を守る役割りが強かったので体も大きかったけど、今では"のび太"と一緒になって遊ぶ子供に変わりつつあるんですね。」。

## 出版物

### 掲載誌
いずれも小学館からの発行。
- 『よいこ』
  - 1970年1月号 - 1971年4月号、1972年10、11月号、1973年2月号 - 10月号
- 『幼稚園』
  - 1970年1月号 - 1971年3月号、1972年10月号、1973年3月号 - 12月号
- 『小学一年生』
  - 1970年1月号 - 1974年3月号、1975年3月号、1975年9月号 - 1986年8月号、1987年4、5月号、1990年4月号
- 『小学二年生』
  - 1970年1月号 - 1986年8月号、1987年4、5月号
- 『小学三年生』
  - 1970年1月号 - 1986年8月号、1987年1月号 - 5月号、1989年4月号 - 1990年9月号、11月号、12月号、1991年3、4月号、（1994年7月号 - 9月号[注釈 45]）
- 『小学四年生』
  - 1970年1月号 - 1986年7月号、1987年4月号、5月号、1988年6月号 - 1990年11月号[注釈 46]、1991年1月号、（1991年3、4月号[注釈 47]）、（1994年7月号 - 9月号[注釈 48]）
- 『小学五年生』
  - 1973年4月号 - 1986年7月号、1987年4月号、1989年4月号 - 1990年12月号、1991年2月号（1994年7月号 - 9月号[注釈 49]）
- 『小学六年生』
  - 1973年4月号 - 1986年7月号、1987年4月号、（1989年4月号 - 1990年12月号）、（1991年2月号[注釈 50]）
- 『てれびくん』小学館
  - 1976年12月号 - 1977年4月号、6月号、8月号、1979年5月号 - 1983年3月号
- 『小学館BOOK』→『小学生ブック』
  - 1974年1月号 - 3月号、5月号 - 9月号
- 『別冊少年サンデー』
  - 1973年6月号 - 1974年3月号（全10回、すべて学年雑誌の再録）
- 『増刊少年サンデー』
  - 1975年9月5日号、1976年6月15日号、8月10日号、9月10日号
- 『月刊コロコロコミック』
  - 1979年8月号[60]、9月号、1980年1月号 - 3月号、9月号 - 1981年2月号、9月号 - 1982年2月号、8月号 - 1983年2月号、9月号 - 1984年2月号、7月号 - 1985年1月号、8月号 - 1986年1月号、11月号 - 1987年3月号、1988年10月号 - 1989年3月号、10月号 - 1990年3月号、9月号 - 1991年2月号、10月号 - 1992年3月号、9月号 - 12月号、1993年2、3月号、9月号 - 12月号、1994年2、3月号、9月号 - 11月号、1995年1月号 - 3月号、9月号 - 1996年2月号、9、10、12月号 - 1997年3月号
- 『ドラえもんクラブ』
  - 第2号(1994年5月1日)

連載期間については米沢（2002年）による。なお、雑誌の号数による表記のため、実際の発売月とは1か月ずれるので注意が必要。また、『月刊コロコロコミック』2002年4月号から「コロコロ創刊25周年記念 名作劇場ドラえもん」と題して再掲載されている。

#### 作品数
藤本が執筆した作品は全1345話。ただしその一部 は、執筆当時のチーフアシスタントであるたかや健二による作画となっている。
横山による総数
ドラえもん学の提唱者である横山泰行は、総数を1344としている。内訳は以下のとおり。
- 『小学一年生』：187話
- 『小学二年生』：203話
- 『小学三年生』：233話（3回に分けて連載された「ガラパ星から来た男」を1話としてカウント。小学四年生と同時掲載）
- 『小学四年生』：235話（「ガラパ星から来た男」を1話としてカウント。小学三年生と同時掲載）
- 『小学五年生』：184話（23話は小学六年生と同時掲載）
- 『小学六年生』：184話（23話は小学五年生と同時掲載）
- 『てれびくん』：54話（うち、7話は別冊付録のもの)
- 『小学館BOOK』：8話（外伝作品「ドラミちゃん」）
- 『少年サンデー増刊』：4話
- 『月刊コロコロコミック』：21話（うち、17話は大長編ドラえもん[注釈 55]を指す）
- 〈てんとう虫コミックスアニメ版〉：1話
- 『よいこ』：27話
- 『幼稚園』：26話
- 『入学準備小学一年生』：1話
- 〈てんとう虫コミックス〉：1話

### 単行本
本節では『ドラえもん』の各単行本の概説を記載する。『大長編ドラえもん』については「大長編ドラえもん#単行本」を、各単行本の書誌情報については「#書誌情報」を参照。
本項では、単に「未収録作品」と示している場合、てんとう虫コミックス (TC)『ドラえもん』全45巻に収録されていない作品を示す。
特記のない限り小学館からの発行。
- 下表の「収録話数」は『ドラえもん大事典』、『ドラえもん誕生』、ひみつ道具アイデアコンテストの4話、『ドラえもんの大ひみつ』を含む。
  - 短編の『ドラえもん』単行本に収録されている話数のみを合計[注釈 56]。

| 書名                   | 備考   | レーベル                        | 略称 | 巻数 | 収録話数 | 出版年                | 出版社     |
| ---------------------- | ------ | ------------------------------- | ---- | ---- | -------- | --------------------- | ---------- |
| ドラえもん             |        | 藤子・F・不二雄大全集           | CWF  | 20   | 1326     | 2009–2012             | 小学館     |
| Doraemon               |        | Kindle Edition                  | KE   | 200  | 1311     | 2013–2016             | 小学館     |
| ドラえもん             |        | デジタルカラー版                | DC   | 200  | 1309     | 2015, 2023            | 小学館     |
| ドラえもん             |        | 中公コミックス 藤子不二雄ランド | FFL  | 45   | 833      | 1984–1990             | 中央公論社 |
| ドラえもん             | 通常巻 | てんとう虫コミックス            | TC   | 45   | 822      | 1974–1996             | 小学館     |
| ドラえもん プラス      |        | てんとう虫コミックス            | DP   | 7    | 145      | 2005–2006, 2014, 2023 | 小学館     |
| ドラえもんカラー作品集 |        | てんとう虫コミックススペシャル  | DCW  | 6    | 119      | 1999–2006             | 小学館     |
| ドラえもん             | 第0巻  | てんとう虫コミックス            | TC0  | 1    | 9        | 2019                  | 小学館     |

〈てんとう虫コミックス〉全45巻（通常巻）
1974年 - 1996年
計822話収録、収録されている作品は、人気のあったもの等が選抜されている。発行時には藤本による多数の加筆・修正が行われている。雑誌掲載時にはページ数の制約があって描けなかったコマを新たに加えたり、コマの絵を描き直したりした箇所が多々あり、中には話の展開が大幅に変更になった回もある。タケコプターの旧名称「ヘリトンボ」や初版でそのままだった誤植・ミス、現代では不適切とされる表現等が、増刷のたびに修正されている。各回のタイトルも雑誌掲載時とは異なっているものが多く、単行本化に際して改題されたタイトルがそのままアニメ第2作のサブタイトルなどに反映されている。45巻の初版では「第46巻に続く」旨が巻末に表示されていたが、藤本の死去により以降は発刊されず、重版からはこの表示は削除されている。全45巻に収録されなかった作品が500話以上存在したが、ほぼ全話がその後藤子・F・不二雄大全集に収録された。
『ドラえもん』開始時に学年誌の編集長をしていた井川浩によると、当初単行本化は予定されておらず、原稿料の値上要求に対する対案として提示されたものであった。しかし小学館社長が売れ行きを怪しみ承認が得られなかったため、社員に採点をさせて高評価の話だけを収録する形で社長を説得、最終的に第6巻までということで社長の承認を得る。このため、第6巻の最後にはドラえもんが未来に帰る話のひとつである「さようなら、ドラえもん」が収録されている。しかし売れ行きが好調であったため、第7巻以降も続刊されることとなった。中編「ガラパ星から来た男」の連載終了後、同編を収録した第44.5巻が『月刊コロコロコミック』1994年9月号の別冊付録として発行されている。同編はその後「ガラパ星からきた男」に改題の上第45巻にも収録された。
〈てんとう虫コミックス〉第0巻
2019年
9話を収録。
2019年11月末、小学館は23年ぶりの最新刊として『ドラえもん 0巻』を発売することを発表した。「ドラえもん」の連載50周年を記念して企画されたもので、1969年に連載がスタートした小学館の6つの雑誌の第1話や連載開始の前号に掲載した予告ページなどを収録する。当初は2019年12月1日の発売を予定していたが、同年11月27日から順次発売した。また、電子書籍よりも紙の単行本での予約が集まっているとして発売前としては異例となる重版も決定した。
0巻の初版は10万部だったが、発売前に重版が2度、発売後にも重版がかかり、同年12月25日出来重版で累計40万部を超えた。
『ドラえもん プラス』〈てんとう虫コミックス〉既刊7巻
2005年 - 2006年、2014年、2023年
てんとう虫コミックス『ドラえもん』に未収録の作品を集めた単行本。計145話収録。連載初期作品も点在する。2006年に出版された5巻を最後に刊行が停止していたが、てんとう虫コミックス誕生40周年記念として2014年に6巻が、藤子・F・不二雄生誕90周年記念として2023年12月1日に7巻が刊行された。なお、1 - 5巻の初版時にはキャラクターキーホルダー同梱の限定版スペシャルパックも発売された。
『ドラミちゃん』〈てんとう虫コミックス〉全1巻
2023年
ドラミちゃんが主役となる話を集めた単行本。計17話収録で、うち2話はてんとう虫コミックス初収録となる。藤子・F・不二雄生誕90周年記念とドラミちゃん登場50周年記念として2023年12月1日に発売された。資料ページとして「ドラミちゃん大事典」、「ドラミちゃんイラストアルバム」も収録。
『ドラえもんカラー作品集』〈てんとう虫コミックススペシャル〉全6巻
1999年 - 2006年
てんとう虫コミックス『ドラえもん』に未収録の作品を当時のカラー原稿で収録した単行本。カラー掲載の関係で低学年向け作品ばかりであり、中でも第5巻は連載初期特集となっている。また、小学館雑誌連載当時のカラー原稿をそのまま収載している関係で、雑誌掲載後に藤子不二雄ランドなどに単行本化された同名タイトルと、話の内容や台詞が変わっているものもある。
『ドラえもん巻頭まんが作品集』〈てんとう虫コミックススペシャル〉
2003年、2011年
てんとう虫コミックス『ドラえもん』の巻頭作品を収録。参考資料として初出誌の表紙画像や年表も収録している。
2003年刊行版は上下巻構成で、上巻に1 - 23巻、下巻に24 - 45巻を収録。2011年刊行版は『ドラえもん巻頭まんが作品45』として1 - 45巻が1冊にまとめられている。
〈My First BIG〉既刊191巻
2002年 -
コンビニ向け廉価版。
『ドラえもん傑作選』〈てんとう虫コミックスワイドスペシャル〉既刊1巻
1999年 -
〈小学館コロコロ文庫〉全18巻
1994年 -
文庫版。337話収録。基本的には『てんとう虫コミックス』収録の話をテーマごとに掲載している。ロボット編、スネ夫編、ドラミ編に未収録作品があり、また収録作品が重複しているものもある。
〈小学館コロコロ文庫デラックス〉全10巻
2000年 -
文庫版。286話収録。未収録話1話を除き、すべててんとう虫コミックス収録済み作品である。また、小学館コロコロ文庫には掲載されていない話も多い。
〈藤子不二雄自選集〉全7巻
1981年発行
全10巻で発売された藤子不二雄自選集の第1巻から第7巻まで。計93作品収録で若干描き足しがされている話もある。現在絶版。
『藤子・F・不二雄 自選集 ドラえもん』全2巻
1998年
〈藤子不二雄自選集〉の計7冊を全2冊にまとめたもの。収録作品は自選集と相違ない。
〈カラーコミックス〉全6巻（および映画版全4巻）
1979年 - 1982年発行
小学館がコロコロコミック増刊号という位置付けで発行したB5サイズの4色刷。全22冊刊行のうち、ドラえもんの短編作品を収録したのは全6冊である。全部で102話収録されており、『てんとう虫コミックス』未収録話が多かったが、2作品を除き、後にてんとう虫コミックス、藤子不二雄ランド、カラー作品集などに掲載された。また、映画版ドラえもんとして、「のび太の恐竜」から「のび太の海底鬼岩城」までが発刊された。いずれも現在は絶版。なお、後述の『藤子・F・不二雄大全集』ではカラーコミックス掲載分も単行本収録扱いである。
中央公論社〈中公コミックス 藤子不二雄ランド〉全45巻
1984年 - 1990年発行
第35巻までは初出掲載を基準に『てんとう虫コミックス』収録（計10作品を除く第37巻までのほぼ全話）と未収録話を拾遺しながら掲載。第36巻以降は『てんとう虫コミックス』から収録した新編集となっていた。計832話収録。また、自選集の一部作品で行われた描き足し作品は、それを収録作品に採用している。本シリーズはどの作品も巻頭にアニメセル画が付いており、巻末には読者のおたより感想文や特集・表題とは別の漫画作品が1話分だけ収録されているおまけコーナーがあり、『ドラえもん』の巻末おまけコーナーでは『ウルトラB』か『チンプイ』が掲載されているものが多く、『チンプイ』はこの巻末付録から連載が始まった。なお、ドラえもん単行本とは別冊であるがFFランドスペシャルには初期連載作品、「愛妻ジャイ子!？」「のび太が強くなる」が収録されている。現在絶版。
『SHOGAKUKAN ENGLISH COMICS Doraemon』既刊10巻
2002年 - 刊行中
『SHOGAKUKAN ENGLISH COMICS AUDIO版 DORAEMON』既刊2巻
2009年 - 刊行中
別売りとして、iTunesで母語話者による台詞の英語発音が有料配信されている。
『SHOGAKUKAN ENGLISH COMICS Doraemon セレクション』既刊6巻
2013年 - 刊行中
〈ぴっかぴかコミックス〉全18巻
2004年 - 2008年発行（刊行中だが一部は品薄状態）
全18巻。低年齢向けの作品を集めた単行本。『てんとう虫コミックス』収録済みの作品を中心に207話収録。63話の未収録作品を含む。また、単行本として初めて幼年誌掲載作品も載せられた。
『ドラミちゃん』〈ぴっかぴかコミックス〉全1巻
2007年
ドラミちゃんが主役となる話を収録。計8作品。
『カラー版 ドラえもん』〈ぴっかぴかコミックススペシャル〉全1巻
2005年
幼年誌「よいこ」「幼稚園」連載作品が中心となっており、いずれも『てんとう虫コミックス』未収録。現在は品薄状態。
『デジタルカラーセレクションドラえもん』〈てんとう虫コミックススペシャル〉既刊6巻
2004年 - 2012年
〈藤子・F・不二雄大全集〉全20巻
2009年7月 - 2012年9月
未収録作品を含む全作品収録の完全版。全20巻。約100作品がすべての単行本、関連雑誌を含め、初収録となる。第三者による改変を抑え、セリフ等はなるべく初出時に準拠しているが、コミックス収録時に加筆修正があったものについては、加筆後のものを完成形とみなして収録している。1巻から17巻までは、学年繰り上がり収録によって連載時と同じ順番での収録となり、のび太たちの年齢も既刊の単行本のように統一せず、掲載誌に合わせられている。「てれびくん」「月刊コロコロコミック」「少年サンデー増刊号」などに描き下ろされた作品や幼年向け作品などは後の巻に収録しており、雑誌「小学館BOOKS」連載の姉妹編「ドラミちゃん」および学年誌に連載された特別企画「ドラとバケルともうひとつ」も初収録された。基本的に藤本（藤子・F・不二雄）本人が執筆した作品の掲載が原則だが、例外的に当時のアシスタントたかや健二が作画を行った3作品、しのだひでおが作画を行った1作品も収載されている。

### 全集
出版されている全集としては、2009年より刊行された「藤子・F・不二雄大全集」の『ドラえもん』（全20巻）および『大長編ドラえもん』（全6巻）が挙げられる。
このうち『ドラえもん』は、1 - 17巻が「学年繰り上がり方式」で収録されており、1962年生まれが7歳になり就学する1969年の小学1年生、1970年の小学2年生、といった順で収録されている。18 - 20巻では、幼年誌やその他の雑誌に掲載された作品を収録している。
また派生作品『ドラミちゃん』の雑誌掲載時の初出版も雑誌からの複写で20巻に収録されており、単行本に収録された版（みよちゃん→しずか、カバ田→ジャイアンといった登場人物の書き換えなど）と比較できるようになっている。
全集では、作者の藤本による改訂はそのまま残し、第三者による改訂はできる限り元に戻すという編集方針がとられた。このため、従来の単行本はもちろん、初期の版とも一部のセリフなどが異なっているケースがある。

### 専門雑誌
『ドラえもんクラブ』
1994年に隔月刊誌として発刊された専門誌。全4号。連載途中で中断した『ドラえもん のび太と雲の王国』の完結編や、未収録作品なども再録されていた。
『ドラえ本』
ドラえもんグッズ大図鑑として1997年から不定期に発刊され、グッズ大図鑑としつつも3号には、てんとう虫コミックスに未収録の作品をフルカラーで2本再録している。1999年12月に発売された『ドラえ本 3』以後、発刊されない状況が続いていたが、2007年より毎年、映画の公式ガイドブックとして『映画ドラえ本』が発刊されている。
『ぼく、ドラえもん』
2004年2月20日より毎月5日と20日の月2回発行の専門誌。全25号。創刊号は低価格でDVDも付いていたため売り切れが相次ぎ、急遽増刷された。てんとう虫コミックス『ドラえもん』に未収録の作品を毎号2から4話程度付録として収録している。本誌、付録を含め全103作品収録。うち、79作品が未収録。
『もっと!ドラえもん』
2005年4月25日より発刊。『ぼく、ドラえもん。』の後継誌。全5号。付録としてフィギュアが付く。また『新オバケのQ太郎』など、他の藤子・F・不二雄作品情報も掲載された。第4号ではスネ夫のフィギュアがつく予定がしずかのフィギュアが付いていた。

### 関連書籍
以下はすべて小学館より刊行。
『ド・ラ・カルト ドラえもん通の本』
1997年12月5日に刊行。連載の歴史や登場人物の魅力などを紹介している書籍。連載年表や、藤子・F・不二雄の語録も収録している。
『決定版 ドラえもん大事典』
2001年6月18日に刊行。漫画作品を紹介するガイドブック（テレビアニメ第2作第1期や映画についても一部取り上げている）。いそほゆうすけ作画。
『21世紀版 ドラえもんひみつ大百科』
2005年7月7日に刊行。テレビアニメ版のリニューアルに伴い、漫画とアニメ版の両面から紹介しているガイドブック。
『ドラえもん深読みガイド -てんコミ探偵団-』
2006年7月24日に刊行。専門誌『ぼく、ドラえもん』と後継誌『もっと!ドラえもん』で連載されていた「てんコミ探偵団」の内容を単行本化した書籍。新しくテーマを追加した増補版となっている。
ひみつ道具を扱う書籍については「ひみつ道具#事典の出版」を参照。

## 評価

### 世間からの評価
多くの人が認める作者の代表作であり、日本の漫画を代表する作品として、国際的にも知られている。1996年9月23日に本作を執筆中に藤子・F・不二雄が逝去した際には「代表作であり、同時にライフワークであった」と報道された。

### 漫画家・作家からの評価
漫画家の小林よしのりは、『ドラえもん』は子供たちにとっての基礎であり、『コロコロ』にはずっと載っていなければならない漫画だと語っている。
作家の瀬名秀明はエッセイ『おとぎの国の科学』において、「私は物語の基礎を『ドラえもん』と『コロコロコミック』から学んだ」と述べ、自らの小説『八月の博物館』は「藤子・F・不二雄先生を真似ることで自分のルーツを探ろうと思って書いた」と述べている。
作家の辻村深月は『ドラえもん』を「私のオールタイムベストテン」の筆頭に挙げており、『ドラえもん』をテーマの1つにした小説『凍りのくじら』を発表している。『ドラえもん』に関するコラムも雑誌などに執筆している。

### 評論家からの評価
作品論としては、『ドラえもん』と童話の関連性を指摘したものがある。島田裕巳は、「特殊な能力を与えられた人間がそれを乱用し、最後にそのむくいを受けるというパターンは世界の伝統的なおとぎ話のパターンであり、それを取り入れることで長い間人気を保ってきた」と分析している。
漫画評論家の米澤嘉博は、「ひみつ道具」を主軸にして作られる『ドラえもん』の作劇を「マンガにおける一つの発明」と評価している。「スイッチを入れればちょっと不思議な困った出来事、あるいは楽しい出来事が起こり、都合のいい形で停止させれば、日常はまた戻ってくる。「道具」というアイデア、システムによってパターン的な語り口が開発されたのである。事件が起こるのを待つことはないし、誰か訪ねたり、どこかに行ったりする必要なく、日常は途端にワンダーランドに変わる」と述べ、ショートストーリーの作劇にとって「ひみつ道具」というモチーフほど便利なものはないと分析している。

### 著名なファン
- 木村拓哉
  - 「ドラえもん のび太の新恐竜」にゲスト声優として出演する際、子供の頃からドラえもんが好きだったことをインタビューで明かしている[82][83]。
- 渡辺直美
  - 「ドラえもん のび太の新恐竜」にゲスト声優として出演する際、子供の頃からドラえもんが好きだったことをインタビューで明かしている[84]。
- 桜井和寿 (Mr.Children)
  - 「ドラえもん のび太の新恐竜」の主題歌にMr.Childrenの楽曲がW主題歌として起用された時、ドラえもん愛溢れるコメントを発表し[85]、子供の頃からのドラえもんファンであることを公言している。
- 安住紳一郎（TBSアナウンサー）
  - 「ドラえもんのことなら誰にも負けない」と語る。
- 常田真太郎（ミュージシャン、「スキマスイッチ」コーラス&キーボーディスト）
  - 子供のころからのファンで、自身の音楽ユニット「スキマスイッチ」で「ドラえもん のび太の恐竜2006」の主題歌「ボクノート」を担当した際は喜んだという。
- BUMP OF CHICKEN（オルタナティヴ・ロックバンド）
  - メンバー全員が大ファンで、「ドラえもん 新・のび太と鉄人兵団 〜はばたけ 天使たち〜」の主題歌「友達の唄」のオファーを受ける前年のクリスマス・パーティで、メンバー全員揃って「鉄人兵団」を鑑賞し、改めてその内容の素晴らしさを語り合ったという。
- 星野源（音楽家、俳優）
  - ドラえもんの大ファンと自認。「ドラえもん のび太の宝島」の主題歌として書き下ろした楽曲の名も「ドラえもん」であり、この楽曲には作者の言葉や登場人物を彷彿とさせる歌詞、さらには「ぼくドラえもん」のメロディーが盛り込まれている。2019年にテレビアニメの主題歌に採用された。
- 千原兄弟（お笑い芸人）
  - 2人とも『ドラえもん』について造詣が深く、雑誌の『ぼく、ドラえもん』で思い入れを語ったり、『アメトーーク』などドラえもんが特集されたテレビ番組に出演している[86]。また、メンバーの千原ジュニアは、藤子・F・不二雄大全集の3巻で解説を書いている。
- 柴田理恵（女優、タレント）
  - 「あれほど素晴らしいアニメはない」と絶賛するほどのファンで『アメトーーク』などドラえもん芸人の回に出演している[86]。
- 浅野温子（女優）
  - 声優を一新した際にドラえもんが好きすぎて、ドラえもん役のオーディションに参加したほどのファン[87]。
- 織田信成（元フィギュアスケーター）
  - 子供のころからドラえもんのファンで、家族と毎週楽しんでみているという。テレビアニメの2016年12月9日放送回には本人役で登場し[88]、2017年公開のドラえもん のび太の南極カチコチ大冒険ではゲスト声優として出演した[89]。
- HIKAKIN（YouTuber、ヒューマンビートボクサー）
  - 大ファンであることを自身の動画内で公言している。「のび太の宇宙英雄記」公開時には正式なタイアップ動画が製作された。
- 高橋茂雄（芸人、タレント）
  - アニメ内で（スネ夫としげお[90]）というコーナーが組まれるほどの大ファン。番組のコーナーで行われたドラえもんクイズに全問正解するほどの実力を持っている。
- バカリズム（お笑い芸人）
  - テレビ朝日の番組『アメトーーク!』のドラえもん芸人に出演している[91]。

## 世界展開

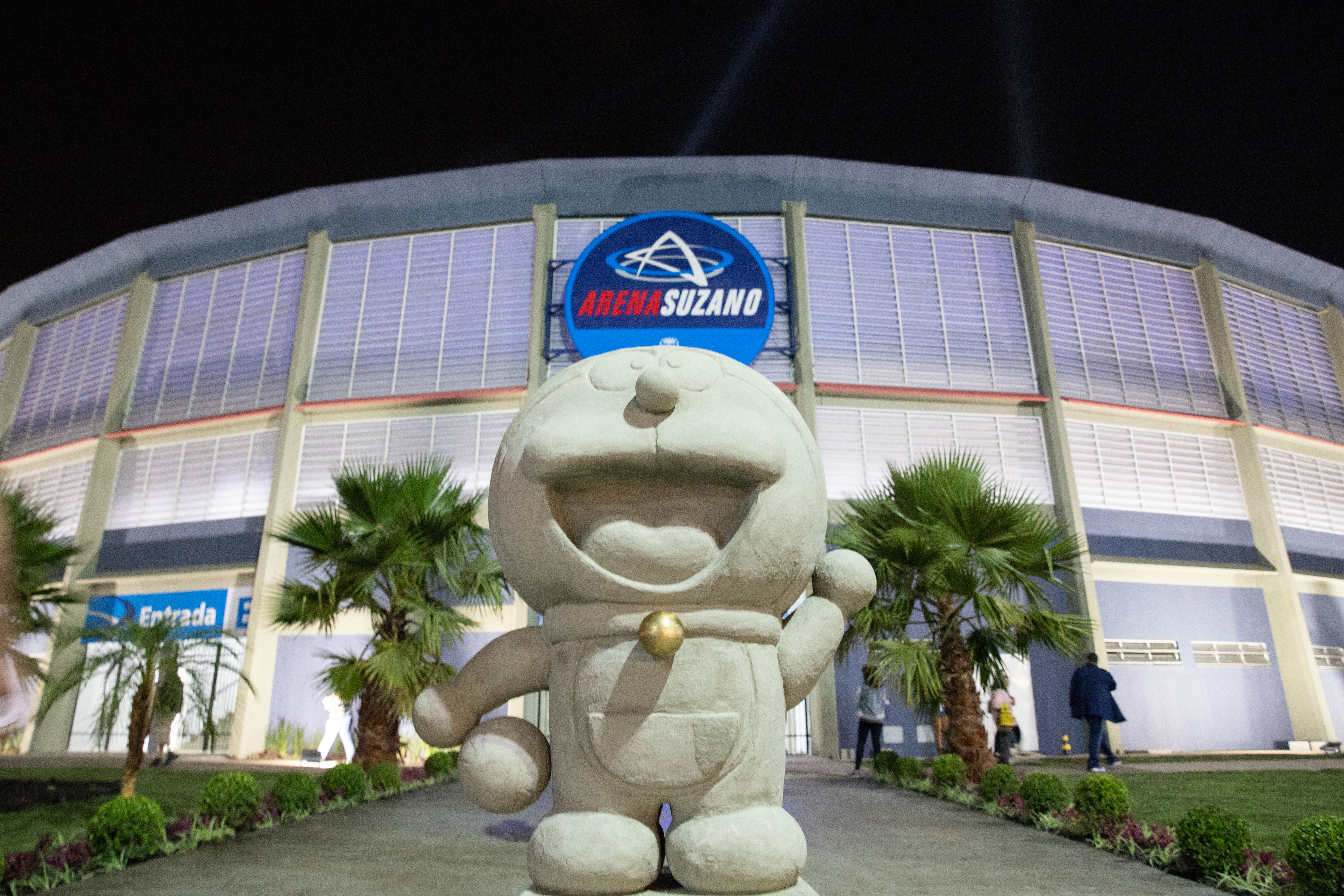
ブラジルにあるARENA SUZANOに設置されたドラえもん像

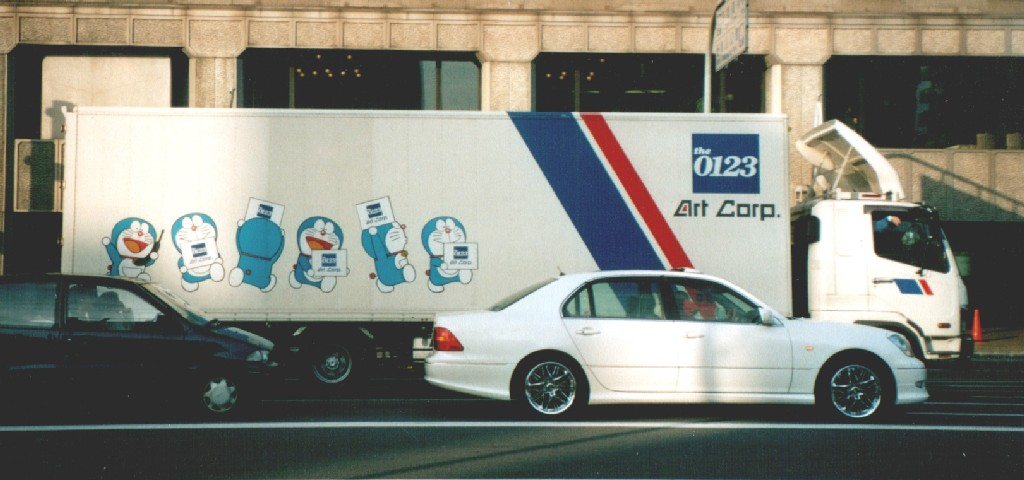
ドラえもんと貨物自動車

『ドラえもん』は漫画・アニメともに日本国外にも翻訳紹介され、特にアジア圏を中心に人気作品となっている。19の国と地域で翻訳されている。
日本国外の作品タイトルの表記は普通英語で「Doraemon」となるが、「ドラえもん」というカタカナ・ひらがなの混ぜ書きを再現するために、アルファベットの大文字と小文字を併用して「DORAemon」などと表記されることもある。
中国、香港、台湾、マレーシアなどの中国語表記は、長らく「叮噹」（香港、鈴の鳴る音の中国語の擬音語）、「小叮噹」（台湾）、「机器猫」（中国、ロボットの猫の意）などとなっていたが、1997年以降の正規出版物は原音に近い発音の「哆啦A夢」（台湾）、「哆啦A梦」（中国）、「多啦A夢」（香港）に変更されている。
朝鮮語表記は「도라에몽」となる。南アジアでは英文表記では「Doraemon」だが、ヒンディー語表記は「डोरेमोन (doremon)」、ベンガル語表記は「ডোরেমন (doremon)」となる。
スペインでは「Doraemon el gato cósmico」（宇宙ネコ・ドラえもん）、アメリカでは「Doraemon Gadget Cat from the Future」（未来から来た小道具使いの猫ドラえもん）と国によっては原作にはない独自の枕詞が付けられることがある。

### 漫画の出版
原作の漫画が出版された国および地域は、中国、香港、台湾、韓国、ベトナム、フィリピン、マレーシア、シンガポール、タイ、ラオス、カンボジア、インドネシア、キプロス、イタリア、スペイン、フランス、ロシアである。各国のコミック雑誌にも連載されている。また、海賊版は東南アジアで広く見られる。
アメリカ・カナダでは、2013年11月より電子書籍として配信されている。
1970年代には既に香港・台湾で中国語の海賊版が出版されており、日本文化が当時解放されていなかった韓国でも海賊版が『トンチャモン』というタイトルで出版された。そのため韓国や中国などでは、過去に日本の本家『ドラえもん』の方がコピーと誤解されたこともあった。
ベトナムでは正規版の出版以前に海賊版が1000万部以上売り上げており、1994年に正規版を出版するにあたって、それまで原作者に本来受け取るべき印税を支払いたいと申し出たが、藤子・F・不二雄が「このお金を基にして現地の子供たちのために役立ててほしい」と希望したため、貧困家庭の就学希望児童を支援する「ベトナムの子供たちのためのドラえもん教育基金」が設立された。藤子・F・不二雄はそれに合わせてベトナムを訪問している。
多言語社会であるスペインでは、スペイン語（カスティーリャ語）やカタルーニャ語など5言語で出版された。

### アニメーションの放映
アニメーションはこれまで、北米（アメリカ合衆国、カナダ）、中南米（ブラジル、コロンビア、チリ、アルゼンチン、エクアドル、ボリビア、ペルー、パラグアイ、ベネズエラ、パナマ、メキシコ、プエルトリコ、キューバ、ドミニカ共和国、ニカラグア、コスタリカ、ホンジュラス、エルサルバドル）、ヨーロッパ（スペイン、イタリア、フランス、ポルトガル、ポーランド、ベラルーシ、ロシア、イギリス）、中東（サウジアラビア、カタール、UAE、オマーン、レバノン、イスラエル、トルコ）、アフリカ（エジプト、アルジェリア、リビア、モロッコ、チュニジア、ケニア、南アフリカ）、東アジア（中国、香港、マカオ、台湾、韓国）、東南アジア（インドネシア、マレーシア、タイ王国、ベトナム、フィリピン、シンガポール、カンボジア）、南アジア（インド、バングラデシュ、ブータン、ネパール、パキスタン）、オセアニア（オーストラリア）でも放送された。
木村純一プロデューサー（1998年当時）によると、東南アジアでのテレビアニメの放送は視聴率が70パーセントを超えることもあるという。東南アジア諸国では、ママがドラえもんの道具でやり込められると子供が大喜びする という特徴も見られる。
アメリカ合衆国では、1985年にCNNのテッド・ターナーが50話分の放映権契約を結んだものの長らく放映が実現しなかったが、2014年よりディズニーの子供向けチャンネルディズニーXDで放送が始まった。このアメリカ放送版は、単なる吹き替え版ではなく現地の文化や生活習慣に合わせて様々な変更を加えられたローカライズ版であり、舞台をアメリカの架空の街に移し登場人物名も英語名風にするなどアメリカの視聴者になじみやすいように設定に改変を加え、フィクション作品の中でも健康的な食生活を推進するという規則に従ってのび太が食べるおやつがフルーツになるなど、アメリカの子供番組の放映基準に合わせた細かな画像の加工や差し替えも行われている。日本では2014年7月から8月にかけて行われたイベント『テレビ朝日・六本木ヒルズ夏祭り SUMMER STATION』にて日本語字幕版として初公開上映 を経て、2016年2月1日からディズニー・チャンネルにて『Doraemon』のタイトルで日本語吹き替え版の放送を開始した。
スペインでは、上述の漫画版のように複数の言語で放送されて高い人気を得ている。2014年の9月から12月には94年の放映開始から20周年を記念して、視聴者参加型のアトラクション番組「Doraemon Land」がシリーズで放映された。

### 逸話
台湾の歌手周杰倫のアルバム『魔杰座』のシングルPV「時光機」 や、マレーシアの歌手四葉草のシングル「伸出圓手」 は、『ドラえもん』を題材にしている。
中国各地で2014年に開催された「ドラえもんの秘密道具展示会」は大盛況となり関連グッズも売れたが、産経新聞は9月末から10月始めにかけて複数の中国紙が「われわれの傷みをドラえもんでごまかされるな」などドラえもん批判を行ったとして、「掲載のタイミングが一致しておりいずれもメディアを管理する共産党宣伝部の指示を受けて執筆したものとみられる」「反日姿勢を強める共産党当局の逆鱗に触れたとみられる」と報じ、成都市共産党委員会機関紙でドラえもんが日本の文化大使や2020年東京五輪招致の際の招致スペシャルアンバサダー（特別大使）を務めた（2013年4月5日 - 9月7日）ことなどに触れて「ドラえもんは国家としての価値観を輸出し、日本の文化戦略で重要な役割を果たす」「ドラえもんが善良な人たちの目に映る日本を象徴しているとすれば、侵略の歴史を隠し、国際的な緊張状態を招く安倍晋三政権もまた日本の真の姿だ」などの批判がされたというが、中国でもドラえもんの人気は高く、この官製メディアのドラえもん利用批判に対しても一般市民の反応は「「ドラえもんVS共産党宣伝部」というのをアニメでみたい」など冷やかだとした。2015年5月、読売新聞によれば2012年の「ウルトラマン」シリーズ以来、中国の一般映画館で上映される日本映画の新作としては3年ぶりに『STAND BY ME ドラえもん』が上映された。同年9月23日には中国淘宝網で『拜托了！小叮当』のタイトルで実写版が公開された。また2016年9月より日本航空が中国路線を中心にJALドラえもんJETを運航している。
一般に、『ドラえもん』はアジア圏・南米圏で高い人気を得る一方で、欧米諸国では人気が奮わない場合が多い。このような傾向に関して漫画評論家の米澤嘉博は、「単に生活や風習の違いだけでは解釈することのできない、メンタルな部分がそこにはある」と述べている。

## 施設

### ドラえもん文庫
2004年に、すべての作品を収蔵した「ドラえもん文庫」が開設された。作者の出身地で知られる富山県高岡市の高岡駅前再開発ビル「ウイング・ウイング」内の高岡市立中央図書館の「ドラえもんコーナー」と、富山大学横山研究室である。これはドラえもん研究で知られる富山大学の横山泰行教授が、収集した単行本計671冊を寄贈、図書館側も協力して実現した。
収集家の間でも入手困難とされる、てんとう虫コミックス初版初刷の単行本第1巻から第10巻を含む全45巻を所蔵している。
雑誌のフルカラーのコピーも所蔵している。書籍の内容は、当時連載していた小学館の学習雑誌などに掲載されていた全作品を原寸大で複写し、フルカラー作品はすべてフルカラーで複写して、それを製本化して収めたものである。

## スピンオフ

### 藤本が執筆したスピンオフ
- ドラミちゃん - 1974年に連載された、ドラえもんの妹「ドラミ」を主人公に据えた作品。のちに『ドラえもん』本編に統合された[21]。
- ドラ・Q・パーマン - 1979年。「藤子不二雄&しのだひでお」名義。藤本が大まかな下描きを行い、その後の作画のみをしのだに任せた。

### 藤本以外が執筆したドラえもん
藤本の生前より、後輩の漫画家、元アシスタントの漫画家、アシスタントとして勤務中の漫画家らによって『ドラえもん』の関連作品等が多く執筆されている。没後も、後輩の漫画家、元アシスタントの漫画家らによる各種作品の執筆が継続されている。
その多くは各執筆者に一任された作品で漫画執筆に藤本は関与していないが、中には上記の『ドラ・Q・パーマン』のように藤本が大まかな下描きを行い、その後の作画のみを任せた作品もある。後者は実質的に「藤本と作画担当者の合作漫画」だといえるため、絵柄が異なるという点だけで第三者のみの作品とは判別できない。
以下に、藤本以外が作画を行った作品を一部だけ記す。
生前
- 短編漫画『ドラえもん』の中に、当時のアシスタントたかや健二が作画を行った回が存在する。
- 『ドラえもんの発明教室』しのだひでお 1976年 - 1989年
- 『ドラえもんの英語教室』しのだひでお 1976年 - 1984年
- 『ドラ・Q・パーマン』しのだひでお 1979年
- 『ドラえもん百科』方倉陽二 1977年 - 1981年
- ぴょんぴょん版『ドラミちゃん』いそほゆうすけ 1990年 - 1991年

没後
- 1997年以降に描かれた『ドラえもん』の大長編漫画作品。
- 『ドラベース ドラえもん超野球外伝』むぎわらしんたろう　月刊コロコロコミック　2000年 - 2011年、『新ドラベース』 2012年 - 2014年
- ミニドラにおまかせ！岡田康則 コロコロイチバン 2007-2008年
- 『もっと教えて!ドラえもん』むぎわらしんたろう　朝日新聞 2014年 -

この他、ドラえもんのキャラクターを用いた学習漫画などが数多く出版されている。

## 受賞歴
- 第2回（1973年）日本漫画家協会賞優秀賞[108]。
- 第27回（昭和57年度）小学館漫画賞児童部門受賞[109]。
- 第23回（1994年）日本漫画家協会賞文部大臣賞[108]。
- 第1回（1997年）手塚治虫文化賞マンガ大賞受賞[110]。

## 書誌情報
特記のない限り、著者は藤子・F・不二雄。〈中公コミックス 藤子不二雄ランド〉のみ中央公論社より、その他はすべて小学館より発行。『大長編ドラえもん』については、「大長編ドラえもん#書誌情報」を参照。
- 〈てんとう虫コミックス〉[注釈 92]
  - 藤子・F・不二雄[注釈 93]『ドラえもん』全45巻、新書判
    1. 1974年8月1日初版発行（1974年7月31日発売[111]）、ISBN 4-09-140001-9
    2. 1974年9月1日初版発行（1974年8月26日発売[112]）、ISBN 4-09-140002-7
    3. 1974年10月1日初版発行（1974年9月30日発売[113]）、ISBN 4-09-140003-5
    4. 1974年11月1日初版発行（1974年10月31日発売[114]）、ISBN 4-09-140004-3
    5. 1974年12月1日初版発行（1974年11月28日発売[115]）、ISBN 4-09-140005-1
    6. 1975年1月1日初版発行（1974年12月25日発売[116]）、ISBN 4-09-140006-X
    7. 1975年5月25日初版発行（1975年5月2日発売[117]）、ISBN 4-09-140007-8
    8. 1975年7月25日初版発行（1975年7月3日発売[118]）、ISBN 4-09-140008-6
    9. 1975年11月25日初版発行（1975年11月1日発売[119]）、ISBN 4-09-140009-4
    10. 1976年4月25日初版発行（1976年3月29日発売[120]）、ISBN 4-09-140010-8
    11. 1976年7月25日初版発行（1976年6月30日発売[121]）、ISBN 4-09-140101-5
    12. 1976年12月25日初版発行（1976年11月27日発売[122]）、ISBN 4-09-140102-3
    13. 1977年4月25日初版発行（1977年3月31日発売[123]）、ISBN 4-09-140103-1
    14. 1978年1月25日初版発行（1977年12月20日発売[124]）、ISBN 4-09-140104-X
    15. 1978年7月25日初版発行（1978年6月27日発売[125]）、ISBN 4-09-140105-8
    16. 1979年1月25日初版発行（1978年12月22日発売[126]）、ISBN 4-09-140106-6
    17. 1979年7月25日初版発行（1979年6月27日発売[127]）、ISBN 4-09-140107-4
    18. 1980年1月25日初版発行（1979年12月20日発売[128]）、ISBN 4-09-140108-2
    19. 1980年7月25日初版発行（1980年6月28日発売[129]）、ISBN 4-09-140109-0
    20. 1981年1月25日初版発行（1980年12月20日発売[130]）、ISBN 4-09-140110-4
    21. 1981年5月25日初版発行（1981年4月25日発売[131]）、ISBN 4-09-140501-0
    22. 1981年8月25日初版発行（1981年7月25日発売[132]）、ISBN 4-09-140502-9
    23. 1982年1月25日初版発行（1981年12月19日発売[133]）、ISBN 4-09-140503-7
    24. 1982年4月25日初版発行（1982年3月27日発売[134]）、ISBN 4-09-140504-5
    25. 1982年8月25日初版発行（1982年7月28日発売[135]）、ISBN 4-09-140505-3
    26. 1983年1月25日初版発行（1982年12月20日発売[136]）、ISBN 4-09-140506-1
    27. 1983年4月25日初版発行（1983年3月28日発売[137]）、ISBN 4-09-140507-X
    28. 1983年8月25日初版発行（1983年7月28日発売[138]）、ISBN 4-09-140508-8
    29. 1984年1月25日初版発行（1983年12月16日発売[139]）、ISBN 4-09-140509-6
    30. 1984年4月25日初版発行（1984年3月28日発売[140]）、ISBN 4-09-140510-X
    31. 1984年8月25日初版発行（1984年7月28日発売[141]）、ISBN 4-09-140801-X
    32. 1985年1月25日初版発行（1984年12月15日発売[142]）、ISBN 4-09-140802-8
    33. 1985年4月25日初版発行（1985年3月28日発売[143]）、ISBN 4-09-140803-6
    34. 1985年8月25日初版発行（1985年7月27日発売[144]）、ISBN 4-09-140804-4
    35. 1986年1月25日初版発行（1985年12月16日発売[145]）、ISBN 4-09-140805-2
    36. 1986年4月25日初版発行（1986年3月28日発売[146]）、ISBN 4-09-140806-0
    37. 1986年8月25日初版発行（1986年7月28日発売[147]）、ISBN 4-09-140807-9
    38. 1987年1月25日初版発行（1986年12月16日発売[148]）、ISBN 4-09-140808-7
    39. 1989年1月25日初版発行（1988年12月16日発売[149]）、ISBN 4-09-140809-5
    40. 1990年1月25日初版発行（1989年12月18日発売[150]）、ISBN 4-09-140810-9
    41. 1990年8月25日初版発行（1990年7月28日発売[151]）、ISBN 4-09-141661-6
    42. 1991年1月25日初版発行（1990年12月18日発売[152]）、ISBN 4-09-141662-4
    43. 1992年1月25日初版発行（1991年12月14日発売[153]）、ISBN 4-09-141663-2
    44. 1993年5月25日初版発行（1993年4月27日発売[154]）、ISBN 4-09-141664-0
    45. 1996年5月25日初版発行（1996年4月26日発売[155]）、ISBN 4-09-141665-9

  - 『ドラえもん 第0巻』2019年12月1日初版発行（2019年11月27日発売[156]）、ISBN 978-4-09-143156-1
  - 『100年ドラえもん』（2020年12月1日発売[157]）
    - 『ドラえもん 豪華愛蔵版　全45巻セット100年ドラえもん』全45巻、ISBN 978-4-09-943165-5
    - 『ドラえもん０巻 豪華愛蔵版（１冊）』、ISBN 978-4-09-943165-5

  - 『ドラえもん 1 50周年記念スペシャル版』（2024年7月25日発売[158]）、ISBN 978-4-09-943165-5
  - 『ドラえもん プラス』既刊7巻、新書判
    1. 2005年3月25日発売[159]、ISBN 4-09-143301-4
      - スペシャルパック、ISBN 4-09-159051-9

    2. 2005年7月20日発売[160]、ISBN 4-09-143302-2
      - スペシャルパック、ISBN 4-09-159052-7

    3. 2005年9月3日発売[161]、ISBN 4-09-143303-0
      - スペシャルパック、ISBN 4-09-159053-5

    4. 2005年12月1日発売[162]、ISBN 4-09-143304-9
      - スペシャルパック、ISBN 4-09-159005-5

    5. 2006年2月28日発売[163]、ISBN 4-09-143305-7
      - スペシャルパック、ISBN 4-09-159010-1

    6. 2014年12月6日発売[164]、ISBN 978-4-09-141838-8
    7. 2023年12月1日発売[165]、ISBN 978-4-09-143685-6
- 〈てんとう虫コミックス・スペシャル〉
  - 『ドラえもん カラー作品集』全6巻、B6判
    1. 1999年7月17日発売[166]、ISBN 4-09-149571-0
    2. 1999年10月28日発売[167]、ISBN 4-09-149572-9
    3. 2000年3月8日発売[168]、ISBN 4-09-149573-7
    4. 2000年12月25日発売[169]、ISBN 4-09-149574-5
    5. 2005年3月25日発売[170]、ISBN 4-09-149575-3
    6. 2006年9月2日発売[171]、ISBN 4-09-140248-8

  - 『デジタルカラー・セレクション ドラえもん』全6巻、B5判
    1. 2004年5月20日発売、ISBN 4-09-147021-1
    2. 2004年5月20日発売、ISBN 4-09-147022-X
    3. 2004年6月19日発売、ISBN 4-09-147023-8
    4. 2004年7月20日発売、ISBN 4-09-147024-6
    5. 2004年8月20日発売、ISBN 4-09-147025-4
    6. 2005年7月28日発売、ISBN 4-09-147026-2

  - 『ドラえもん巻頭まんが作品集』全2巻、B6判
    - 上 2003年12月1日発売[172]、ISBN 4-09-149851-5
    - 下 2003年12月1日発売[173]、ISBN 4-09-149852-3
- 『ドラえもん 傑作選』〈てんとう虫コミックスワイドスペシャル〉1999年9月1日発売[174][リンク切れ]、A3判、ISBN 4-09-176121-6
- 〈ぴっかぴかコミックス〉
  - 『ドラえもん』全18巻、A5変形判
    1. 2004年7月30日発売、ISBN 4-09-148001-2
    2. 2004年9月1日発売、ISBN 4-09-148002-0
    3. 2004年10月1日発売、ISBN 4-09-148003-9
    4. 2004年11月1日発売、ISBN 4-09-148004-7
    5. 2004年12月1日発売、ISBN 4-09-148005-5
    6. 2004年12月27日発売、ISBN 4-09-148006-3
    7. 2005年2月1日発売、ISBN 4-09-148007-1
    8. 2005年3月1日発売、ISBN 4-09-148008-X
    9. 2005年4月27日発売、ISBN 4-09-148009-8
    10. 2005年7月1日発売、ISBN 4-09-148010-1
    11. 2005年8月1日発売、ISBN 4-09-148181-7
    12. 2006年3月31日発売、ISBN 4-09-148043-8
    13. 2006年8月1日発売、ISBN 4-09-148049-7
    14. 2006年8月1日発売、ISBN 4-09-148056-X
    15. 2007年3月1日発売、ISBN 978-4-09-148060-6
    16. 2007年6月1日発売、ISBN 978-4-09-148070-5
    17. 2007年10月1日発売、ISBN 978-4-09-148077-4
    18. 2008年2月1日発売、ISBN 978-4-09-148089-7

  - 『ドラえもんスペシャル ドラミちゃん』、2007年8月1日発売[175][リンク切れ]、ISBN 978-4-09-148076-7、A5変形判
- 『カラー版 ドラえもん 1』〈ぴっかぴかコミックススペシャル〉 2005年9月30日発売[176][リンク切れ]、ISBN 4-09-148221-X、A5変形判
- 藤子不二雄『藤子不二雄自選集』7巻[注釈 94]までが『ドラえもん』、A5判
  1. 「ドラえもん SFの世界 1」、ISBN 4-09-176001-5
  2. 「ドラえもん SFの世界 2」、ISBN 4-09-176002-3
  3. 「ドラえもん ナンセンスの世界 1」、ISBN 4-09-176003-1
  4. 「ドラえもん ナンセンスの世界 2」、ISBN 4-09-176004-X
  5. 「ドラえもん 諷刺の世界 1」、ISBN 4-09-176005-8
  6. 「ドラえもん 諷刺の世界 2」、ISBN 4-09-176006-6
  7. 「ドラえもん 夢と冒険の世界」、ISBN 4-09-176007-4
- 『藤子・F・不二雄自選集 ドラえもん』全2巻、四六判
  - 上 1998年2月26日発売[177]、ISBN 4-09-176101-1
  - 下 1998年2月26日発売[178]、ISBN 4-09-176102-X
- 〈小学館コロコロ文庫〉全18巻、文庫判
  1. 「恋愛編」1994年10月28日発売[179]、ISBN 4-09-194001-3
  2. 「0点・家出編」1994年10月28日発売[180]、ISBN 4-09-194002-1
  3. 「恐竜編」1994年10月28日発売[181]、ISBN 4-09-194003-X
  4. 「未来・宇宙編」1994年12月9日発売[182]、ISBN 4-09-194004-8
  5. 「むかし話編」1994年12月9日発売[183]、ISBN 4-09-194005-6
  6. 「感動編」1994年12月9日発売[184]、ISBN 4-09-194006-4
  7. 「爆笑編」1997年10月28日発売[185]、ISBN 4-09-194007-2
  8. 「恐怖編」1997年10月28日発売[186]、ISBN 4-09-194008-0
  9. 「エスプリ編」1997年12月12日発売[187]、ISBN 4-09-194009-9
  10. 「ファンタジー編」1997年12月12日発売[188]、ISBN 4-09-194010-2
  11. 「ドラミ編」1999年9月16日発売[189]、ISBN 4-09-194131-1
  12. 「ジャイアン編」1999年9月16日発売[190]、ISBN 4-09-194132-X
  13. 「しずか編」1999年11月16日発売[191]、ISBN 4-09-194133-8
  14. 「スネ夫編」1999年11月16日発売[192]、ISBN 4-09-194134-6
  15. 「のび太グラフィティ編」2002年11月15日発売[193]、ISBN 4-09-194135-4
  16. 「ロボット編」2002年11月15日発売[194]、ISBN 4-09-194136-2
  17. 「パパ・ママ編」2005年11月15日発売[195]、ISBN 4-09-194137-0
  18. 「パニック編」2005年11月15日発売[196]、ISBN 4-09-194138-9
- 〈小学館コロコロ文庫デラックス〉全10巻、文庫判
  1. 「爆笑パニック編」2000年8月10日発売[197]、ISBN 4-09-194801-4
  2. 「のび太・しずか編」2000年8月10日発売[198]、ISBN 4-09-194802-2
  3. 「ドキリ風刺編」2000年9月16日発売[199]、ISBN 4-09-194803-0
  4. 「わくわく大自然編」2000年9月16日発売[200]、ISBN 4-09-194804-9
  5. 「胸キュン感動編」2000年10月14日発売[201]、ISBN 4-09-194805-7
  6. 「恐ろし怖〜い編」2000年10月14日発売[202]、ISBN 4-09-194806-5
  7. 「0点・家出編」2000年11月16日発売[203]、ISBN 4-09-194807-3
  8. 「ほのぼの安らぎ編」2000年11月16日発売[204]、ISBN 4-09-194808-1
  9. 「ドキドキ冒険編」2000年12月16日発売[205]、ISBN 4-09-194809-X
  10. 「ジャイアン+スネ夫編」2000年12月16日発売[206]、ISBN 4-09-194810-3
- 『ドラえもん』〈藤子・F・不二雄大全集〉既刊119巻、A5判

- 『ドラえもん』中央公論社〈中公コミックス 藤子不二雄ランド〉全45巻、B6判[注釈 95]
  1. (2) 1984年6月8日、ISBN 4-12-410002-7
  2. (6) 1984年7月13日、ISBN 4-12-410006-X
  3. (10) 1984年8月10日、ISBN 4-12-410010-8
  4. (14) 1984年9月14日、 ISBN 4-12-410014-0
  5. (18) 1984年10月12日、ISBN 4-12-410018-3
  6. (22) 1984年11月9日、ISBN 4-12-410022-1
  7. (26) 1984年12月7日、ISBN 4-12-410026-4
  8. (30) 1985年1月11日、ISBN 4-12-410030-2
  9. (34) 1985年2月8日、ISBN 4-12-410034-5
  10. (38) 1985年3月8日、ISBN 4-12-410038-8
  11. (42) 1985年4月12日、ISBN 4-12-410042-6
  12. (46) 1985年5月10日、ISBN 4-12-410046-9
  13. (50) 1985年6月14日、ISBN 4-12-410050-7
  14. (54) 1985年7月12日、ISBN 4-12-410054-X
  15. (58) 1985年8月9日、ISBN 4-12-410058-2
  16. (62) 1985年9月13日、ISBN 4-12-410062-0
  17. (66) 1985年10月11日、ISBN 4-12-410066-3
  18. (70) 1985年11月8日、ISBN 4-12-410070-1
  19. (74) 1985年12月6日、ISBN 4-12-410074-4
  20. (78) 1986年1月10日、ISBN 4-12-410078-7
  21. (82) 1986年2月14日、ISBN 4-12-410082-5
  22. (86) 1986年3月14日、ISBN 4-12-410086-8
  23. (90) 1986年4月11日、ISBN 4-12-410090-6
  24. (94) 1986年5月9日、ISBN 4-12-410094-9
  25. (98) 1986年6月13日、ISBN 4-12-410098-1
  26. (102) 1986年7月11日、ISBN 4-12-410102-3
  27. (106) 1986年8月8日、ISBN 4-12-410106-6
  28. (110) 1986年9月12日、ISBN 4-12-410110-4
  29. (114) 1986年10月9日、ISBN 4-12-410114-7
  30. (118) 1986年11月14日、ISBN 4-12-410118-X
  31. (122) 1986年12月5日、ISBN 4-12-410122-8
  32. (126) 1987年1月9日、ISBN 4-12-410126-0
  33. (130) 1987年2月13日、ISBN 4-12-410130-9
  34. (134) 1987年3月13日、ISBN 4-12-410134-1
  35. (138) 1987年4月10日、ISBN 4-12-410138-4
  36. (251) 1989年8月11日、ISBN 4-12-410251-8
  37. (255) 1989年9月14日、ISBN 4-12-410255-0
  38. (259) 1989年10月20日、ISBN 4-12-410259-3
  39. (263) 1989年11月17日、ISBN 4-12-410263-1
  40. (267) 1989年12月8日、ISBN 4-12-410267-4
  41. (271) 1990年1月19日、ISBN 4-12-410271-2
  42. (275) 1990年2月16日、ISBN 4-12-410275-5
  43. (279) 1990年3月16日、ISBN 4-12-410279-8
  44. (284) 1990年5月9日、ISBN 4-12-410284-4
  45. (286) 1990年6月3日、ISBN 4-12-410286-0
- 岡田康則、藤子・F・不二雄プロ〈てんとう虫コミックススペシャル オリジナルコミック〉全1巻
  - 『のび太の恐竜2006 DS』2006年4月25日初版発行（2006年3月10日発売[207]）、ISBN 4-09-140150-3
- 岡田康則、藤子・F・不二雄プロ〈てんとう虫コミックススペシャル 映画ストーリー〉既刊5巻
  - 『のび太の新魔界大冒険 〜7人の魔法使い〜』2007年3月15日初版発行（2007年3月10日発売[208]）、ISBN 978-4-09-140319-3
  - 『のび太と緑の巨人伝』2008年3月13日初版発行（2008年3月8日発売[209]）、ISBN 978-4-09-140548-7
  - 『のび太の人魚大海戦』2010年3月11日初版発行（2010年3月6日発売[210]）、ISBN 978-4-09-141030-6
  - 『のび太と奇跡の島』2012年3月15日初版発行（2012年3月10日発売[211]）、ISBN 978-4-09-141365-9
  - 『のび太のひみつ道具博物館』2013年3月30日初版発行（同日発売[212]）、ISBN 978-4-09-141640-7

## タイアップ
- ここに書かれているのは一部ではあるものの、タイアップは他の長寿アニメに比べてそれほど多くないことに留意する必要がある。
- ドラえもんジェット（JAL）
- ドラえもん募金（テレビ朝日）
- リアル・ドリーム・ドラえもん・プロジェクト（バンダイ）
- 実写CM（トヨタ、ソフトバンク白戸家）
- しつもん！ドラえもん（朝日新聞）
- トラのもん（虎ノ門ヒルズ）
- CGでの出演（徹子の部屋）
- 謎解きクリアファイル（リアル脱出ゲームSCRAP）

### 同要素がある藤子作品

#### 『ドラえもん』より前の藤子作品
- よるの王子さま（1955年） - 異形キャラクターが少女のもとに突然訪れて一緒に空を飛び、冒険へと誘う。
- わが名はXくん（1958-1962年。安孫子作品） - 高い科学力を持った異形キャラクターが少年の家に居候する。
- てぶくろてっちゃん（1960-1963、1966年。1966年版は合作）
- すすめロボケット（1961-1965年） - ロボットが少年とともに生活する。藤本は「このあたりで、SFギャグプラス生活感、生活ギャグプラスSFチックなキャラクターというパターンが定着したようです」と語っている[218]。
- めがねのつるお（1964-1965年。安孫子作品） - 眼鏡の少年が、毎回宇宙人から不思議な眼鏡をもらって騒動を起こす。
- 名犬タンタン（1964-1968年。合作）
- ベレーのしんちゃん（1965-1966年。合作） - パパの発明品を少年が使って騒動を起こす。『ドラえもん』にほぼ同じ形で流用された回もある。
- 21エモン（1967-1969年） - 21世紀の未来科学技術が多数登場。
- ウメ星デンカ（1968-1970年） - 小さなカメから不思議な道具が出てくるというアイディアを生かした新連載を立ち上げることになり、次作の『ドラえもん』が作られた。

#### 『ドラえもん』以後の藤子作品
- ポコニャン（1970-1978年） - 外見が猫と狸に似ているという点が同じ。ふしぎな道具を自ら作り少年を助ける。一部の回は1980年と1981年のアニメ『ドラえもん』に流用された。
- 魔太郎がくる!!（1972-1975年。安孫子作品） - いじめられた眼鏡の少年が仕返しをするという物語展開に共通点がある。不思議な道具を使用して仕返しをすることもある。
- キテレツ大百科（1974-1977年） - 「未来の道具」を「江戸時代の発明」に変更し、眼鏡の少年が自ら道具を作る。
- チンプイ（1985-1991年） - 少女のもとに異形キャラクターが居候する。スネ夫とよく似た少女・スネ美が登場する。

#### 藤子シリーズ作品
- 藤子・F・不二雄のSF短編 - ひみつ道具という小道具が入り込むだけで普通の日常が変容するという構図は、作者の短編作品に冠される「SF」の意味としても後に浸透した「すこし・不思議」（Sukoshi Fushigi）[注釈 96]の精神とも共通するものがある。